# Tac-tac

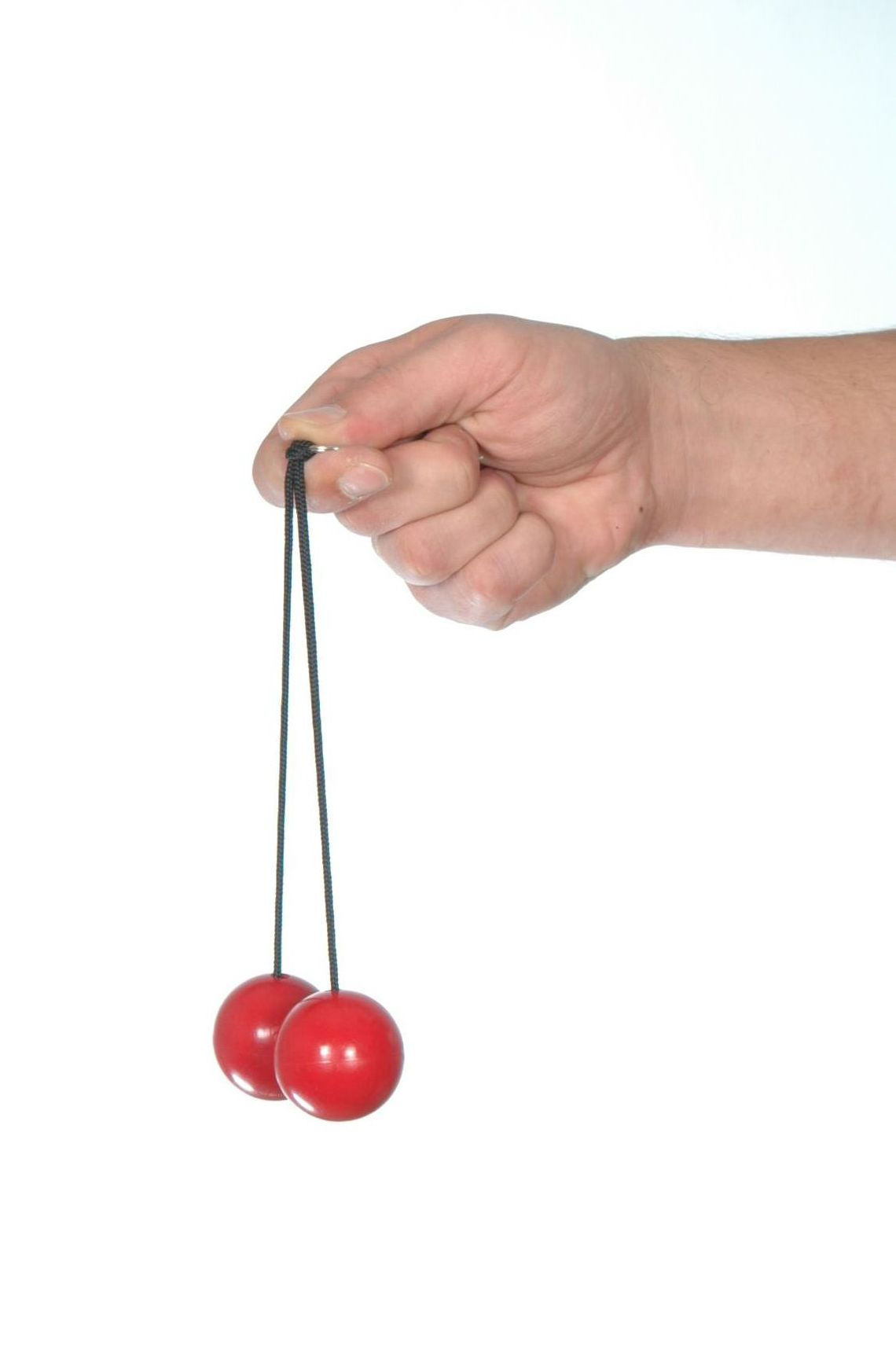
Un tac-tac

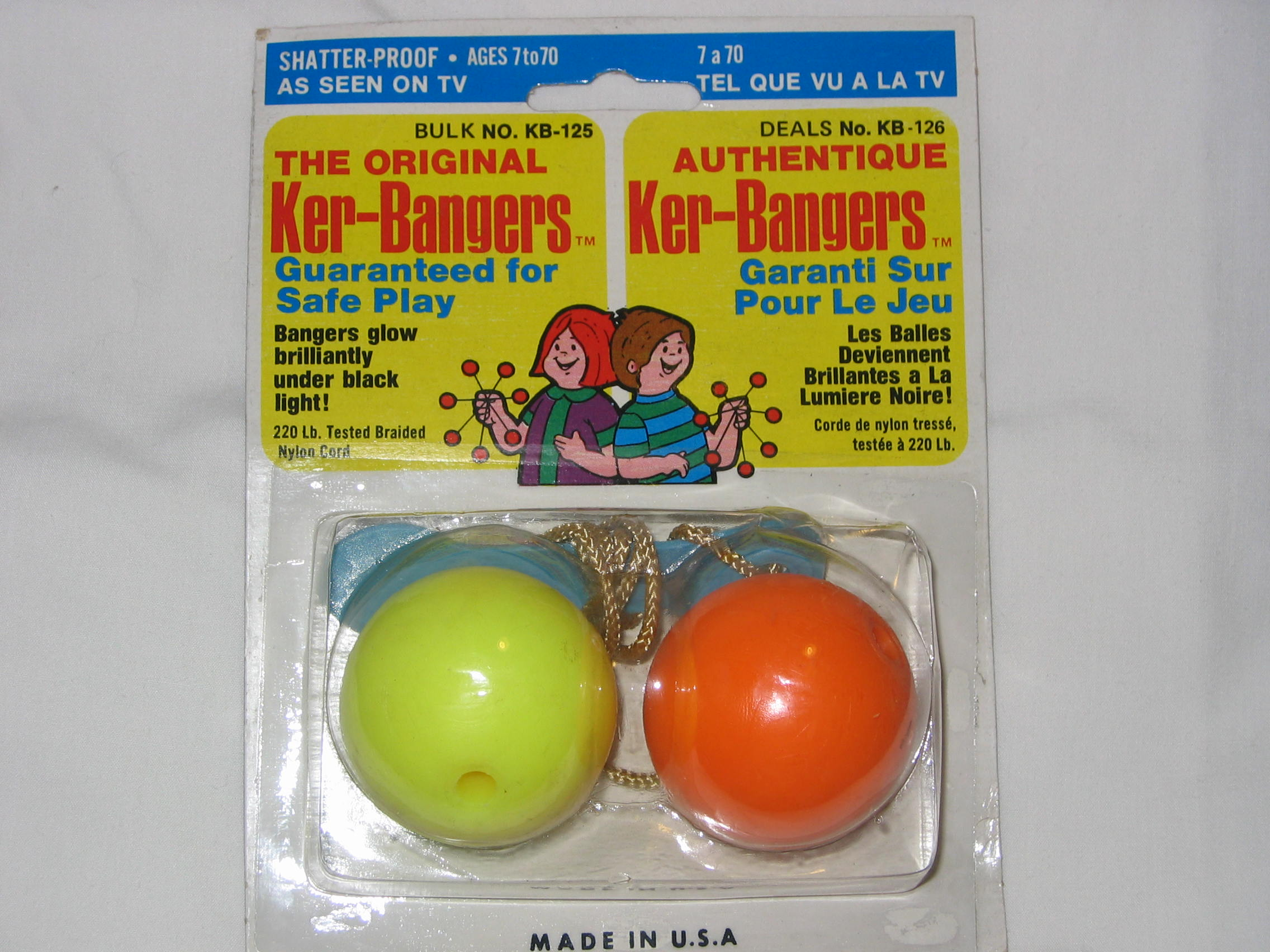
Tac-tac dans son emballage

Le tac-tac (appelé aussi clac-clac ou tacatac) est un jouet qui a connu une mode éphémère au début des années 1970. 
L'objet était constitué de deux boules de plastique dur de couleur fluo (jaune, rose, orange ou vert), semblable à une cerise, d'environ 3 à 4 cm de diamètre, reliées entre elles par une cordelette blanche d'environ 42 cm de long, au milieu de laquelle un anneau était fixé par un nœud en tête d'alouette. En imprimant de légers mouvements à cet anneau, on amenait les boules à rebondir l'une contre l'autre (en produisant le bruit qui a donné son nom au jeu), jusqu'à ce que le mouvement prenne assez d'amplitude pour que les boules s'entrechoquent aussi bien au-dessus qu'au-dessous de la main du manipulateur, produisant un fracas continu. Plus le fracas durait longtemps (plusieurs dizaines de secondes, mais les plus doués parvenaient à le faire durer plusieurs minutes, même en marchant), plus le manipulateur suscitait l'admiration des enfants. La mode de cet objet passa aussi rapidement qu'elle était apparue.
On voit les acteurs Bernard Blier et Jacques François manipuler l'objet dans plusieurs scènes du film de Jean Yanne, Tout le monde il est beau, tout le monde il est gentil.